# Torsiac

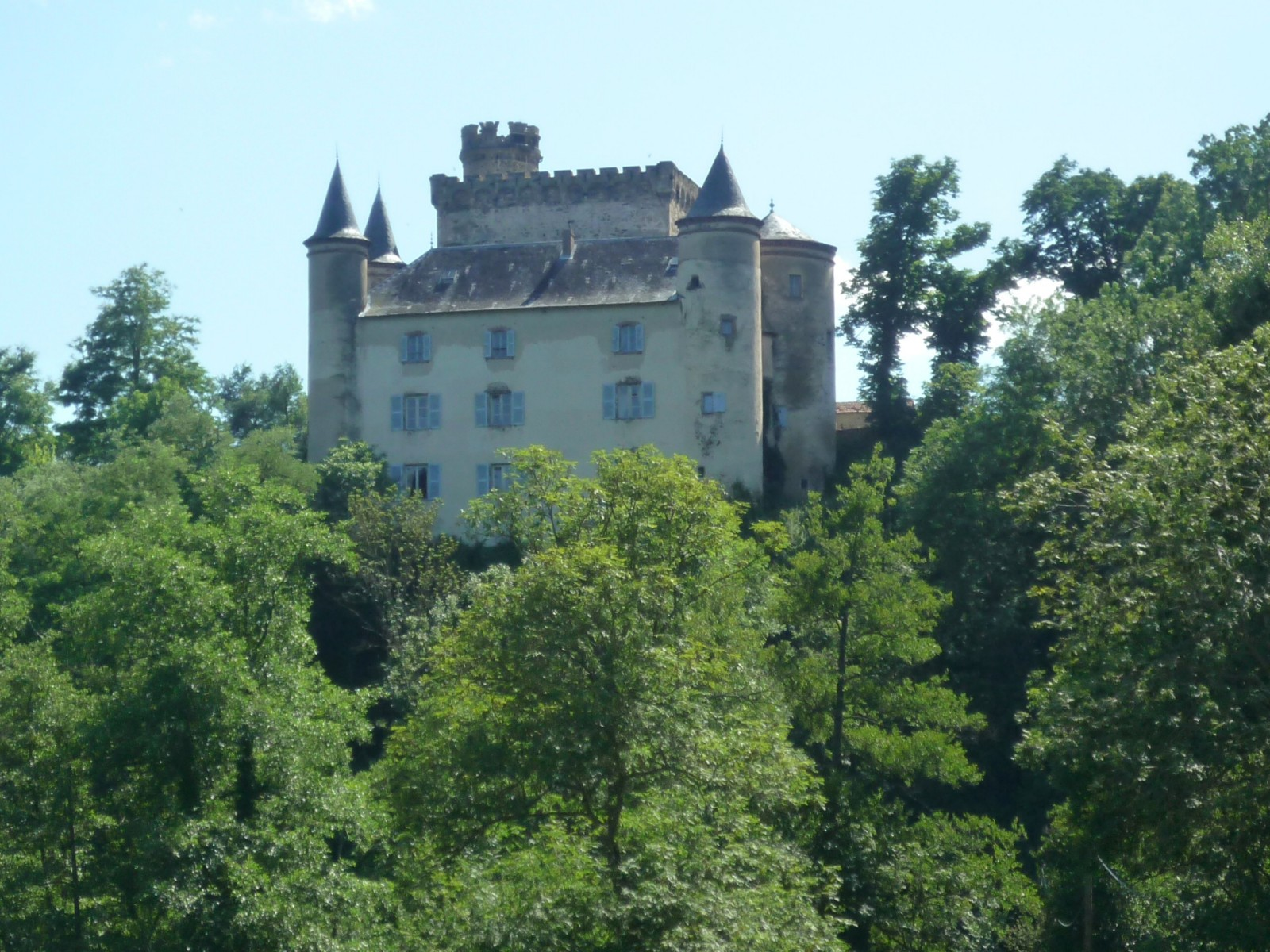
Kasteel

Torsiac is een gemeente in het Franse departement Haute-Loire (regio Auvergne-Rhône-Alpes) en telt 72 inwoners (2009). De plaats maakt deel uit van het arrondissement Brioude.

## Geografie
De oppervlakte van Torsiac bedraagt 8,7 km², de bevolkingsdichtheid is dus 8,3 inwoners per km².
De onderstaande kaart toont de ligging van Torsiac met de belangrijkste infrastructuur en aangrenzende gemeenten.

## Demografie
Onderstaande figuur toont het verloop van het inwonertal (bron: INSEE-tellingen).